# 欲邪行
欲邪行，或譯為邪婬、邪淫，是佛教戒律術語，是因為追求欲樂引起的錯誤行為，即「不適當的性行為」，離欲邪行是五戒、十善之學處。

## 概述
一般而言，五戒中不邪淫的對行淫行為確定，可參照律藏比丘戒；不邪淫的不可行淫對象指定，遵照經藏中的有關契經，其具體釋義可參照律藏比丘戒中「媒嫁學處」間接記述的，古印度社會關於女子守護、攝受和婚姻的宗法。
在《阿含經》當中，對於邪淫的範圍，只明確了不適當的行淫對象，尤其是侵犯他人妻婦。
不邪淫包括不在佛像前，懷孕時，大眾之前，與動物，與王法所約束之對像如嬪妃，與和他人有婚約者，非器官對器官（如口，肛等是破戒；若用手，腳等是犯戒）。如果是被逼迫的（如被強暴等）若沒有得心，就不算犯戒；若有得心，乃是犯戒。

## 經論記載
欲邪行即淫欲引起的邪行，在論書中，將契經中邪婬的各種成業獲罪之處統稱為「非境」。印度部派佛教，對「邪行」的界定涉及了特定時期的風俗習慣，而有所增補。分別論者之《舍利弗阿毘曇論》和犢子部《三法度論》增加了「非道」行淫。說一切有部中，釋義邪婬時以私通為主，受害者是女子的夫主或攝受防護者，《大毘婆沙論》對「非境」進行了分析補充，未嫁女若已許配他人則攝受者為未婚夫否則為法定順位監護人，受學禁戒女、寄客女、自貨女的攝護者是君王等人，還簡要分析了邪婬的動機根源；《法蘊論》將「非道」、「非處」、「非時」等性行為
，也納入邪淫的範圍，後期的說一切有部論書，記述了具體解釋：「非道」為非陰道，「非處」為塔廟、寺院、光亮處，「非時」為懷胎、飲兒乳、受齋戒時，並效仿誤殺界定而進行了誤與不誤的論述。此外推測為二世紀或三、四世紀集出的《正法念處經》列有多種邪淫。這些增補規定不見於源於斯里蘭卡傳承的現代上座部佛教，以及學術界認定的初期佛教時期。
大乘佛教經論中的不邪淫戒，依據時空不同、宗派及論師見解，而又有增減變化。比如針對「非時」，在《瑜伽師地論》中增列了「穢下時、有病時」，《十不善業道經》又增列了「晝日時、彼不樂欲時」。此外還延伸至後世視為非法的販賣婚與强迫婚等性暴力，還給出了夫主及旁人不知曉的通姦的獲罪理據，《瑜伽師地論》又將男性對男性或黃門的性行為，非量（一日超過五次）和非理（不依世禮）之性行為，和教唆媒合他人邪淫的行為納入其中。漢傳佛教《優婆塞五戒略論》提到了與賣淫女之性交易不犯邪淫罪，如果不付費，就犯邪淫，而大乘佛教有經論要求戒除自慰、和不得获取性服务等。《優婆塞戒經》等對邪淫也有專門闡述，一般認為，這些是大乘佛教將居士戒擴大改寫而成。

## 上座部佛教的戒相
根據泰國蘇達.法拉.布達哥斯阿闍黎(Somdet Phra Buddhaghosacariya)《奉持八關齋戒》(The Eight-Precept Observance)，不邪婬戒的戒相：
1. 不應發生性關係的對象（他人的配偶、伴侶，以及他人所照顧、監護的未成年少女）[25]。
2. 意欲和上述對象中的任何人交媾。
3. 行交媾。
4. 有淫樂。

具足這四種要素，是違犯不邪淫戒的條件。